# Füchte Kallenbeck (BOR)
Koordinaten: 52° 9′ 1″ N, 7° 7′ 56″ O
Das Naturschutzgebiet Füchte Kallenbeck (BOR) liegt auf dem Gebiet der Gemeinde Heek im Kreis Borken in Nordrhein-Westfalen.
Das Gebiet erstreckt sich nordöstlich des Kernortes Heek und nordöstlich des Heeker Ortsteils Nienborg direkt an der am westlichen Rand vorbeiführenden Landesstraße L 573. Westlich verlaufen die L 574 und die A 31. Durch das Gebiet fließen der Hellingbach und der Herzbach. Östlich erstreckt sich das 248,8 ha große Naturschutzgebiet Strönfeld (siehe Liste der Naturschutzgebiete im Kreis Steinfurt).

## Bedeutung
Für Heek ist ein 187,63 ha großes Gebiet unter der Kenn-Nummer BOR-020K1 als Naturschutzgebiet ausgewiesen. Das Gebiet wurde unter Schutz gestellt, um den Lebensraum zu erhalten.
Das Naturschutzgebiet ist Teil des Europäischen Vogelschutzgebiets „Feuchtwiesen im nördlichen Münsterland“.